# Vršna vas
Vršna vas je naselje v Občini Šmarje pri Jelšah.